# Atta colombica
Atta colombica — вид мурах-листорізів родини мирміцин (Myrmicinae).

## Поширення
Вид поширений в Центральній Америці (на південь від Гватемали включно) та Колумбії.

## Опис
Робітники цього виду бордового забарвлення і повністю матові, без блискучих плям.

## Спосіб життя
Atta texana живиться пліснявим грибком, як вирощує в власних підземних «садах». Грибок росте на листі, яку робочі особини збирають у радіусі до 150 м від мурашника. При чому є два види робочих мурах-фуражирів: одні зрізають траву, інші транспортують її в мурашник. Колонія за рік може переробити 85-470 кг біомаси. Мурашники мають форму великих конічних курганів. У мурашнику буває до 1,5-2 млн робочих осіб та декілька королев.